# شییووویک (سورییگ)
شییووویک (به صربی: Šljivovik) یک منطقهٔ مسکونی در صربستان است که در سورییگ واقع شده‌است. شییووویک ۴۱ نفر جمعیت دارد.